# Will Vandom
Willelmina "Will" Vandom er en af de fem hovedpersoner i bog- og tegnefilmserien W.I.T.C.H.
Will er W.I.T.C.H.`s leder, Will har den samlede kraft, som forener de fire andre pigers elementer, vand, ild, jord og luft. Wills forældre Tony og Susan er skilt, og nu bor Will hos sin mor, som har giftet sig med Wills historielærer Dean Collins, og de har nu en lille sød dreng i familien, som hedder William.